# Conclave de 1621
El conclave papal de 1621 (8-9 de febrer) va ser convocat després de la mort del Papa Pau V, i acabà amb l'elecció d'Alessandro Ludovisi com a Papa Gregori XV. Va ser el conclave més breu del segle xvii.

## Mort de Pau V
El Papa Pau V va morir el 28 de gener de 1621, en el setzè any del seu pontificat. En el moment de la seva mort, hi havia setanta cardenals al Sacre Col·legi, però només seixanta-nou eren electors vàlids. Cinquanta d'ells van participar en l'elecció del nou Papa.

## Faccions al Sacre Col·legi
Hi havia tres faccions principals al Sacre Col·legi, amb els cardenals-nebots dels papes difunts com a líders:
- Partit Borghese - la facció del cardenal Borghese, nebot del papa Pau V. Agrupava vint nou cardenals creats per aquest pontífex.
- Partit Clementí - agrupava tretze cardenals de Climent VIII. Formalment el seu líder era Camarlenc Pietro Aldobrandini, nebot de Climent VIII.
- Partit Sixtí - petit partit al voltant del vici-canceller Alessandro Montalto, cardenal-nebot de Sixt V. Agrupava sis cardenals.

Tres dels cardenals de les famílies governamentals italianes (d'Este, Medici i Sforza) no es comptaven entre els membres d'aquestes faccions.
En general, es pensava que el següent Papa seria el candidat triat pel cardenal Borghese, perquè era la persona més influent del Sagrat Col legi. Volia triar al seu amic, el cardenal Campori, i ja abans de començar el conclave havia obtingut vint i quatre declaracions al seu favor. Encara que Campori va tenir dos opositors significatius (la República de Venècia i el cardenal Orsini), Borghese estava segur que podia aconseguir la seva elecció el primer dia de la votació, per aclamació.

## Composició del Sacre Col·legi

### Participants en el conclave
- Antonio Maria Sauli, bisbe d'Òstia i Velletri, degà del Sacre Col·legi
- Benedetto Giustiniani, bisbe de Porto e Santa Rufina, vicedegà del Sacre Col·legi
- Francesco Maria Bourbon del Monte Santa Maria, bisbe de Palestrina
- Francesco Sforza, bisbe de Frascati
- Alessandro Damasceni Peretti, bisbe d'Albano
- Pietro Aldobrandini, bisbe de Sabina
- Ottavio Bandini
- Bartolomeo Cesi
- Bonifacio Bevilacqua Aldobrandini, bisbe de Cervia
- Roberto Bellarmino, S.J.
- Giovanni Battista Deti
- Domenico Ginnasi
- Antonio Zapata y Cisneros
- Carlo Gaudenzio Madruzzo, bisbe de Trento
- Giovanni Dolfin
- Giacomo Sannesio
- Scipione Caffarelli Borghese, prefecte del Tribunal de la Signatura Apostòlica
- Maffeo Barberini
- Giovanni Garzia Millini
- Marcello Lante, bisbe de Todi
- Michelangelo Tonti, bisbe de Cesena
- Fabrizio Verallo
- Giambattista Leni, bisbe de Ferrara
- Decio Carafa, arquebisbe de Nàpols
- Domenico Rivarola
- Jean de Bonsi
- Filippo Filonardi
- Pier Paolo Crescenzi, bisbe de Rieti
- Giacomo Serra, llegat a Ferrara
- Agostino Galamini, O.P., bisbe d'Osimo
- Gaspar de Borja y Velasco
- Felice Centini, O.F.M.Conv., bisbe de Macerata i Tolentino
- Roberto Ubaldini, bisbe de Montepulciano
- Tiberio Muti, bisbe de Viterbo
- Giulio Savelli, llegat a Bolonya
- Alessandro Ludovisi, arquebisbe de Bolonya (elegit papa amb el nom de Gregori XV)
- Ladislao d'Aquino, bisbe de Venafro
- Pietro Campori
- Matteo Priuli
- Scipione Cobelluzzi, bibliotecari de la Santa Església Romana
- Pietro Valier, arquebisbe de Creta
- Giulio Roma
- Cesare Gherardi
- Desiderio Scaglia, O.P.
- Stefano Pignatelli
- Andrea Baroni Peretti Montalto
- Alessandro d'Este
- Carlo Emmanuele Pio di Savoia
- Luigi Capponi
- Carlo de' Medici
- Alessandro Orsini

### Cardenals absents al conclave
Els següents cardenals no van formar part al conclave:
- Federigo Borromeo, arquebisbe de Milà
- Odoardo Farnese
- Franz Seraph von Dietrichstein, arquebisbe d'Olomouc
- François d'Escoubleau de Sourdis, arquebisbe de Bordeus
- Giovanni Doria, arquebisbe de Palerm
- François de La Rochefoucald, bisbe de Senlis
- Maurizio di Savoia
- Luigi di Guisa, arquebisbe de Reims
- Gabriel Trejo y Paniagua
- Baltasar Moscoso y Sandoval, bisbe de Jaén
- Melchior Klesl, bisbe de Viena
- Henri de Gondi, bisbe de París
- Francisco Gómez de Sandoval-Rojas y de Borja, duc de Lerma
- Ferran d'àustria, infant d'Espanya
- Francesco Cennini de' Salamandri, bisbe d'Amelia
- Guido Bentivoglio d'Aragó
- Eitel Friedrich von Hohenzollern-Sigmaringen
- Louis de Nogaret de La Valette d'Épernon, arquebisbe de Tolosa
- Agostino Spinola

## El conclave
El conclave va començar a la tarda del 8 de febrer, amb la participació de només 50 cardenals, sent el conclave amb un nombre major d'absències. L'endemà, el cardenal Borghese va intentar triar cardenal Campori per aclamació, però va fracassar perquè molts dels seus amics van desaparèixer i es van alinear amb Orsini, que havia aconseguit el suport francès per la seva acció contra Campori. Davant tal forta oposició, Campori va retirar la seva candidatura. Espanya va vetar Francesco Maria Del Monte.
En el posterior escrutini (l'únic que tindria lloc durant aquest conclave), el major nombre de vots rebuts (quinze) van ser pel cardenal jesuïta Roberto Bellarmino, però aquest ja havia declarat al conclave anterior que no acceptaria la dignitat papal en cas de la seva elecció. Ara, als 78 anys, Bellarmino no havia canviat d'idea.
La resta del dia, els cardenals més influents (Borghese, Orsini, Zapata, Capponi, d'Este i Medici) es van dedicar a buscar una candidatura de compromís. Finalment, els líders de les faccions van acordar escollir el cardenal Alessandro Ludovisi de Bolonya, que semblava ser el candidat ideal per a un pontificat temporal.
Aquell mateix dia, a les 11 del vespre, tots els cardenals es van reunir a la Capella Paolina i, per aclamació, van triar per aclamació a Alessandro Ludovisi al papat. Va acceptar la seva elecció i va prendre el nom de Gregori XV. L'elecció va ser anunciada pel cardenal protodiaca Andrea Baroni Peretti Montalto.
Mai més no s'ha elegit per aclamació cap altre papa. Tota la resta han estat elegits per votació.

## Llegat
El papa Gregori XV en la seva butlla Aeterni Patris Filius (15 de novembre de 1621) va prescriure que en el futur només es podien permetre tres modes d'elecció papal: escrutini, compromís i gairebé inspiració. A la seva butlla"Decet Romanum Pontificem" (12 de març de 1622) conté un cerimonial que regula aquests tres modes d'elecció en cada detall. El mode ordinari d'elecció havia de ser l'elecció per escrutini, el que exigia que el vot fos secret, que cada cardenal donés el seu vot a un sol candidat i que ningú no votés per si mateix. La majoria de les eleccions papals durant el segle xvi estaven influïdes per les condicions polítiques i per les consideracions de partit al Col·legi de Cardenals. En introduir el vot secret, el Papa Gregori XV pretenia abolir aquests abusos.
Les regles i cerimònies prescrites per Gregori XV es van mantenir substancialment iguals fins al papa Joan Pau II, qui va emetre la constitució "Universi Dominici Gregis" el 1996.